# NGC 4242
NGC 4242 é uma galáxia espiral barrada (SBd) localizada na direcção da constelação de Canes Venatici. Possui uma declinação de +45° 37' 09" e uma ascensão recta de 12 horas, 17 minutos e 30,0 segundos.
A galáxia NGC 4242 foi descoberta em 10 de Abril de 1788 por William Herschel.